# ジャーヴィス (DD-799)
ジャーヴィス (USS Jarvis, DD-799) は、アメリカ海軍の駆逐艦。フレッチャー級。艦名は1800年の擬似戦争において13歳で戦死した士官候補生のジェームズ・C・ジャーヴィスに因む。「ジャーヴィス」の名を持つ艦としては3代目。

## 艦歴
「ジャーヴィス」は1943年6月7日にワシントン州シアトルのシアトル・タコマ造船所で起工、1944年2月14日にオレゴン州選出のアメリカ合衆国上院議員ルーファス・C・ホールマンの娘であるハロルド・バーキット夫人の手で進水。1944年6月3日に初代艦長E・B・エルズワース中佐の指揮の下で就役した。

### 第二次世界大戦
カリフォルニア州沿岸で慣熟訓練後、「ジャーヴィス」は戦艦「サウスダコタ (USS South Dakota, BB-57) 」を護衛してシアトルを出港して真珠湾へ向かった。8月31日に到着後、「ジャーヴィス」は北部太平洋部隊 に加わって千島列島での作戦を行うため、9月3日にアラスカのアダックへ向かう。アダックとアッツ島を拠点に、荒れる海と続く悪天候に耐えながら幌筵島から松輪島へ至る海上交通や沿岸構造物に対して合計8回の攻撃を行った。
1945年6月26日に「ジャーヴィス」は千島列島温弥右丹島南方で「第73号駆潜特務艇」を駆逐艦「ビアース(USS Bearss, DD-654) 」らと共同で撃沈した。
最後の攻撃から8月15日にアダックへ帰還した後、「ジャーヴィス」は占領任務を支援するために日本の青森県へ向かう。青森に到着した9月8日に日本海へ抜け、本州と北海道の各地で占領軍の上陸や日本軍の軍事施設破壊を支援する。一連の活動の後、11月9日に横須賀を出発し、アメリカ本土へ帰還する。11月9日に真珠湾へ寄港後、マジック・カーペット作戦の艦隊に加り、サンディエゴとパナマ運河を経由して復員兵を東海岸へ輸送した。サウスカロライナ州チャールストン海軍工廠へ12月22日に到着し、1946年4月11日に太平洋予備役艦隊に編入されて不活性化された。1946年6月29日に退役した。

### 戦後
朝鮮戦争の激化に伴い、「ジャーヴィス」は1951年2月8日にE・F・ライ中佐の指揮の下で再就役する。チャールストン海軍工廠とバージニア州ノーフォーク海軍基地周辺の大西洋で1年以上を過ごした後、1952年5月15日にノーフォークを出発して朝鮮半島へ向かった。パナマ運河、西海岸、日本を経由して6月23日に朝鮮半島東岸の海域へ到着後、海上封鎖のために哨戒を始めた。艦長C・D・マッコール中佐の下で、「ジャーヴィス」は城津から清津へ至る沿岸部で第7艦隊の作戦行動を行った後に8月18日に横須賀へ帰還した。日本近海の活動に続き、9月26日から10月10日まで台湾の哨戒を実施。その後はフィリピンへ向かい、10月18日にスービック湾を出てセイロンとスエズ運河、ジブラルタルを経由して12月12日にノーフォークへ帰着した。
「ジャーヴィス」は大西洋艦隊での任務を再開し、1954年5月4日に地中海へ展開して5月18日にイタリアのナポリへ到着。7月9日にノーフォークへ戻る前、中東の共産主義勢力への抑止として第6艦隊の任務に従事した。
1955年1月5日にノーフォークを出た「ジャーヴィス」は西海岸へ移動し、1月26日にロングビーチ海軍造船所に到着。カリフォルニア沖で訓練の後、4月21日に極東で朝鮮戦争後の朝鮮半島展開を実施し、不安定な極東情勢の中でフィリピンから日本へ至る地域に第7艦隊の抑止力を誇示した。1955年の極東展開では、自由への道作戦で北ベトナムから南ベトナムへ逃れる数千人の難民を支援した。「ジャーヴィス」は全ての極東展開で台湾海峡を哨戒し、中華人民共和国による台湾への圧力を防ぐ役割を担った。1958年に発生した金門砲戦における中国人民解放軍による金門島と馬祖島への侵攻の危機においては、中華民国軍へ有用な支援を実施している。
「ジャーヴィス」は1960年3月4日に5度目の極東展開からロングビーチへ帰還し、東海岸へ向かう9月24日まで周辺で活動する。10月16日にフィラデルフィア海軍工廠へ到着後、10月24日に退役し大西洋予備役艦隊で保管された。

### スペイン海軍
1960年11月3日、「ジャーヴィス」は5年ごとの延長条件付きでスペイン海軍に移管され、レパント級駆逐艦「アルカラ・ガリアーノ (SPS Alcalá Galiano, 44/D-24) 」となった。1972年10月1日に供与に切り替えられた。「アルカラ・ガリアーノ」は1985年に退役が決定し、1988年12月15日に除籍され、その後スクラップになった。

## 栄典
「ジャーヴィス」は第二次世界大戦の功績で1個、朝鮮戦争の功績で1個の従軍星章を受章した。